# Партия на иновациите (Турция)
Партия на иновациите (на турски: Yenilik Partisi, YP) е политическа партия в Турция, основана на 20 юли 2020 г. Идеологически е насочена за кемализъм, либерална демокрация, граждански национализъм и социален либерализъм. Неин основател и председател е Йозтюрк Йълмаз.
Основател на партията е Йозтюрк Йълмаз, който в периода от 2015 до 2018 г. е народен представител от CHP. На 20 ноември 2018 г. изключен от партията, когато иска призивът за молитва в исляма да бъде на турски, вместо на арабски език. Друга причина за изключването му от партията са изявления срещу лидера на партията Кемал Кълъчдаролу. През 2019 г. тогава той обявява, че иска да създаде своя партия. От основаването си през юли 2020 г. на партията, Йълмаз е част в турското народно събрание.